# True Love (安西ひろこの曲)
「True Love」（トゥルー・ラブ）は、安西ひろこの1枚目のシングル。

## 解説
- 『森田一義アワー 笑っていいとも!』に出演した際、出だしの「両目を閉じると見えない」という歌詞について、タモリに「当たり前じゃん!」と突っ込まれていた。

## 収録曲
1. True Love (EUROBEAT Ver.)
作詞：安西ひろこ、相田毅　作曲：DAVE RODGERS　編曲：DAVE RODGERS
テレビ朝日系ドラマ『ただいま満室』挿入歌。
Easy(Lolita)のカバー曲。
2. Reality > Eternity (EUROBEAT Ver.)
作詞：安西ひろこ、三井ゆきこ　作曲：菊池一仁　編曲：DAVE RODGERS
ダリヤ「ベネゼル ハイパーストレートEX」CMソング。
3. True Love (DISCO Ver.)
編曲：ダンス☆マン
4. Reality > Eternity (DISCO Ver.)
編曲：ダンス☆マン
5. True Love (J-POP Ver.)
編曲：上野圭市
アラクス「ノーシンピュア」CMソング。
6. Reality > Eternity (J-POP Ver.)
編曲：上野圭市
7. True Love (EUROBEAT Ver.-KARAOKE-)
8. Reality > Eternity (EUROBEAT Ver.-KARAOKE-)
9. True Love (DISCO Ver.-KARAOKE-)
10. Reality > Eternity (DISCO Ver.-KARAOKE-)
11. True Love (J-POP Ver.-KARAOKE-)
12. Reality > Eternity (J-POP Ver.-KARAOKE-)

## 収録アルバム
- ЯEAL